# Dunning-Krugerjev učinek
Dunning-Krugerjev učinek predstavlja kognitivno pristranskost, kjer se neusposobljeni posamezniki ne zavedajo lastnega nivoja znanja o določenem področju, kar vodi k slabim odločitvam in zmotnim zaključkom. Posameznikom lastna nesposobnost preprečuje, da bi spoznali svoje napake. 
Visoko usposobljeni posamezniki pa podcenjujejo svojo usposobljenost, saj napačno predpostavljajo, da so naloge, ki so enostavne za njih, enostavne tudi za druge ljudi. 
Psihologa David Dunning in Justin Kruger sta pojav raziskala in objavila rezultate študije v reviji Journal of Personality and Social Psychology decembra 1999.

## Študija
Dunning in Kruger sta predpostavila, da bodo nesposobni ljudje:
1. precenili svoje sposobnosti in uspešnost;
2. nezmožni prepoznave pravega znanja pri drugih;
3. nezmožni prepoznati napačne predstave o lastni zmogljivosti;
4. prepoznali in priznali svoje prejšnje pomanjkanje znanja, če bodo izpostavljeni usposabljanju za to spretnost.[1]

Avtorja sta predpostavke testirala na študentih psihologije ameriške univerze Cornell. V seriji raziskav so udeleženci  najprej opravili teste logičnega sklepanja, slovničnih veščin in humorja, nato pa so morali sodelujoči še oceniti, kako dobro jim je šlo na testih.
Po štirih raziskavah sta avtorja ugotovila, da so udeleženci, ki so imeli najslabše rezultate testov,  močno precenili lastne sposobnosti. Ti udeleženci so ocenili, da je 62% ljudi doseglo slabše rezultate od njih, v resnici pa je slabše rezultate od njih doseglo le 12% vseh udeležencev. Resnično sposobni udeleženci so večinoma podcenjevali lastne sposobnosti. Udeleženci, ki so se jim zdele naloge relativno enostavne, so do neke mere napačno domnevali, da so naloge enostavne tudi drugim udeležencem.
Študija je pokazala tudi, da so nesposobni študenti po mentorstvu v določeni spretnosti, kjer je bilo njihovo znanje pomanjkljivo, izboljšali sposobnost samoocenitve, ne glede na zanemarljivo izboljšanje dejanskih sposobnosti pri tej spretnosti.

## Medkulturne primerjave
Študije o Dunning-Krugerjevem učinku se osredotočajo predvsem na ameriške testne osebe. Študije na nekaterih vzhodnoazijskih testnih osebah pa kažejo, da na samoocenjevanje in motivacijo za izboljšanje teh oseb deluje učinek, podoben nasprotju Dunning-Krugerjevega učinka. Vzhodni Azijci podcenjujejo svoje sposobnosti in vidijo neuspeh kot priložnost za izboljšanje.

## Nagrade
Leta 2000 sta Dunning in Kruger za svoje delo dobila Ig Nobelovo nagrado za psihologijo. Ig Nobelova nagrada je satirična verzija Nobelove nagrade.